# Bremen (Familienname)
Bremen ist ein Familienname, der vor allem im deutschsprachigen Raum vorkommt. Er tritt auch als Herkunftsname auf.

## Namensträger
Herkunftsname
- Adalbrand von Bremen (auch Alebrand von Bremen; † 1043), Erzbischof von Hamburg und Bremen
- Adalbero von Bremen (1148–??), Erzbischof von Hamburg und Bremen
- Adalbert von Bremen (um 1000–1072), Erzbischof von Hamburg und Bremen
- Adam von Bremen (um 1050–1081/1085), deutscher Kleriker und Theologe
- Ansgar von Bremen (801–865), Erzbischof von Hamburg und Bremen, siehe Ansgar (Erzbischof)
- Balduin I. von Bremen († 1178), Erzbischof von Hamburg und Bremen
- Bernhard von Bremen († 1235), Domherr in Münster
- Friedrich I. von Bremen († 1123), Erzbischof von Hamburg und Bremen
- Willerich von Bremen († 837), Bischof von Bremen

Familienname
- Adolf Meyer-Bremen (1904–1982), deutscher Sänger (Bass)
- Maike von Bremen (* 1981), deutsche Schauspielerin, Sängerin und Moderatorin
- Philipp Bremen (1909–1977), deutscher Politiker (CDU)
- Silke von Bremen (* 1959), deutsche Reiseschriftstellerin und Gästeführerin
- Simon Bremen (1999), deutscher Jazzmusiker
- Volker von Bremen, deutscher Ethnologe
- Wilhelmina von Bremen (1909–1976), US-amerikanische Leichtathletin